# Heron
 Der er for få eller ingen kildehenvisninger i denne artikel, hvilket er et problem. Du kan hjælpe ved at angive troværdige kilder til de påstande, som fremføres i artiklen.

Heron fra Alexandria opfandt dampmaskinen, kaldet Herons dampkugle, uden stempler i år 50.
Herons formel giver arealet af en trekant ud fra dens sidelængder alene. Selvom formlen er opkaldt efter Heron, var den højst sandsynligt kendt før hans tid. Heron mente altså, at den nemmeste måde at finde arealet af en trekant, var ved at dele den op i andre små trekanter.